# Carnbee
Carnbee è una piccola comunità rurale dell'East Neuk del Fife, Scozia, a nord di Anstruther e Pittenweem.
Si tratta di un villaggio molto piccolo situato in un territorio a economia prevalentemente agricola.